# Sports olympiques
Les sports olympiques sont l'ensemble des sports et disciplines qui sont inscrits au programme des Jeux olympiques d'été et d'hiver. L'actuel programme olympique se compose de 41 sports, de 59 disciplines et de près de 329 épreuves. Les Jeux olympiques d'été comprennent 34 sports (et 44 disciplines) et ceux d'hiver 7 sports (et 15 disciplines).
Chaque sport olympique dépend de son autorité de tutelle, à savoir une fédération internationale.

## Présentation

### Sport, discipline et épreuve
Le Comité international olympique (CIO) établit une hiérarchie des sports, disciplines, et d'épreuves. Selon cette hiérarchie, le sport olympique peut être subdivisé en plusieurs disciplines, qui sont souvent désignées comme sports dans le langage courant, ainsi la natation et le water-polo (disciplines de la natation, représentée par la Fédération internationale de natation), ou le patinage artistique et le patinage de vitesse (disciplines de patinage, représentée par l'Union internationale de patinage).

### Choix d'un sport dans le programme olympique
Un sport ou une discipline est inclus dans le programme olympique, si le CIO décide qu'il est largement pratiqué dans le monde. En effet, une discipline devra être pratiquée par les hommes dans au moins cinquante pays et sur trois continents, et par les femmes dans au moins trente-cinq pays répartis sur trois continents. 
Certains sports ont été retirés du programme olympique, à l'instar du polo ou du tir à la corde. D'autres tels que le tir à l'arc ou le tennis furent abandonnés au début des Jeux mais réintroduits dans le programme olympiques plusieurs années après.
Des sports de démonstration ont souvent été inclus dans les Jeux olympiques afin de mesurer leur intérêt et leurs soutiens, mais aussi afin de promouvoir un sport local du pays organisateur. Certaines de ces disciplines ont été reconnues officielles par la suite, comme le baseball en 1992 ou le curling en 1998. Ces démonstrations sont supprimées à l'issue des Jeux de 1996 en vertu de la décision prise en 1989 lors de la 95e session du Comité international olympique avant qu'à l'occasion des Jeux olympiques de 2008 Jacques Rogge autorise le wushu en tant que sport de démonstration.

### Critères
Pour devenir ou rester olympique, chaque sport (ou plutôt, la fédération qui le représente) est examiné par la commission du programme olympique du CIO. Sont évalués : 
- les caractéristiques techniques (nombre d'épreuves, infrastructures nécessaires, coûts opérationnels, etc.),
- l'histoire du sport (création de la fédération, participations aux Jeux, etc.),
- l'universalité (nombre de pratiquants, de fédérations actives, répartition par continent, etc.),
- la popularité (vente de billets, couverture télévisée, sites internet, sponsors, etc.),
- l'image (égalité des sexes, transparence, équité, attrait, impact sur l'environnement, lutte contre le dopage, etc.),
- le développement futur de la fédération (ses finances, ses axes de développements, etc.)[4].

## Jeux olympiques d'été

### Sports et disciplines actuels
Ci-dessous figure la liste des différents sports et disciplines sportives pour lesquelles ont été organisées des compétitions olympiques officielles (dont le nombre d'épreuves est indiqué) ou des compétitions internationales de démonstration (indiquées par un point), au cours des différentes olympiades d’été. Cinq d’entre elles ont été l’objet de compétitions officielles au cours de toutes les olympiades d’été : l’athlétisme, le cyclisme, l'escrime, la gymnastique artistique et la natation. 
Le nombre de sports olympiques relevant d'une fédération internationale est de 28 en ce qui concerne les Jeux olympiques d'été de 2008 :
- Athlétisme, aviron, badminton, baseball, basket-ball, boxe anglaise, canoë-kayak, cyclisme, sports équestres, escrime, football, gymnastique, haltérophilie, handball, hockey sur gazon, judo, lutte, natation, pentathlon moderne, softball, taekwondo, tennis, tennis de table, tir, tir à l'arc, triathlon, voile, volley-ball.

Aux Jeux olympiques d'été de 2012, le baseball et le softball ont été exclus de la liste des sports olympiques, réduisant à 26 le nombre de sports.
Aux Jeux olympiques d'été de 2016, le golf et le rugby sont de nouveau de retour dans les sports olympiques.
À partir de 2020, chaque pays organisateur pourra intégrer jusqu'à 5 sports additionnels, ce qui portera à 33 le nombre maximum de disciplines. Ainsi, les Jeux olympiques d'été de 2020 voient le retour du baseball et du softball récemment retirés, mais intègrent également l'escalade, le karaté, le skateboard et le surf.
Aux Jeux olympiques d'été de 2024, le baseball/softball et le karaté ne sont pas maintenus dans la liste des sports olympiques additionnels, au contraire de l'escalade du skateboard et du surf qui s'installent dans la durée (au moins jusqu'en 2028). Par ailleurs, le Comité d'organisation de Paris 2024 décide d'ajouter le breakdance au programme olympique pour la 1re fois de l'histoire.
Pour les Jeux olympiques d'été de 2028, le baseball/softball font leur retour au programme officiel alors que le breakdance n'est pas conservé. Ces retours sont accompagnés par le cricket (format Twenty20) et la crosse qui avaient disparu des sports officiels depuis respectivement 1900 et 1908 (en démonstration en 1948 pour la crosse) alors que le flag football et le squash feront leurs débuts comme sports olympiques. Par ailleurs, l'avenir de la boxe comme sport olympique est en sursis depuis que le CIO ne reconnaît plus l'IBA comme fédération internationale.
| Athlétisme           | Athlétisme           |                      | 1896                 | 12 | 23 | 25 | 21 | 26  | 30  | 29  | 27  | 27  | 29  | 29  | 33  | 33  | 33  | 34  | 36  | 36  | 38  | 37  | 38  | 41  | 42  | 43  | 44  | 46  | 46  | 47  | 47  | 47  | 48  | 48  |   |
| Aviron               | Aviron               |                      | 1900                 |    | 5  | 5  | 6  | 4   | 4   | 5   | 7   | 7   | 7   | 7   | 7   | 7   | 7   | 7   | 7   | 7   | 7   | 14  | 14  | 14  | 14  | 14  | 14  | 14  | 14  | 14  | 14  | 14  | 14  | 14  |   |
| Badminton            | Badminton            |                      | 1992                 |    |    |    |    |     |     |     |     |     |     |     |     |     |     |     |     |     | d   |     |     |     | e   | 4   | 5   | 5   | 5   | 5   | 5   | 5   | 5   | 5   |   |
| BaseballSoftball     | Baseball             |                      | 1992                 |    |    |    |    |     | d   |     |     |     |     | d   |     |     | d   |     | d   |     |     |     |     | d   | d   | 1   | 1   | 1   | 1   | 1   |     |     | 1   |     | 1 |
| BaseballSoftball     | Softball             |                      | 1996                 |    |    |    |    |     |     |     |     |     |     |     |     |     |     |     |     |     |     |     |     |     |     |     | 1   | 1   | 1   | 1   |     |     | 1   |     | 1 |
| Basket-ball          | Basket-ball          |                      | 1936                 |    |    | d  | d  |     |     |     |     |     |     | 1   | 1   | 1   | 1   | 1   | 1   | 1   | 1   | 2   | 2   | 2   | 2   | 2   | 2   | 2   | 2   | 2   | 2   | 2   | 2   | 2   | 2 |
| Basket-ball          | Basket 3x3           |                      | 2020                 |    |    |    |    |     |     |     |     |     |     |     |     |     |     |     |     |     |     |     |     |     |     |     |     |     |     |     |     |     | 2   | 2   | 2 |
| Boxe                 | Boxe                 |                      | 1904                 |    |    | 7  |    | 5   |     | 8   | 8   | 8   | 8   | 8   | 8   | 10  | 10  | 10  | 10  | 11  | 11  | 11  | 11  | 12  | 12  | 12  | 12  | 12  | 11  | 11  | 13  | 13  | 13  | 13  |   |
| Breaking             | Breaking             |                      | 2024                 |    |    |    |    |     |     |     |     |     |     |     |     |     |     |     |     |     |     |     |     |     |     |     |     |     |     |     |     |     |     | 2   |   |
| Canoë-kayak          | Course en ligne      |                      | 1936                 |    |    |    |    |     |     |     | d   |     |     | 9   | 9   | 9   | 9   | 7   | 7   | 7   | 7   | 11  | 11  | 12  | 12  | 12  | 12  | 12  | 12  | 12  | 12  | 12  | 12  | 10  |   |
| Canoë-kayak          | Slalom               |                      | 1972                 |    |    |    |    |     |     |     |     |     |     |     |     |     |     |     |     |     | 4   |     |     |     |     | 4   | 4   | 4   | 4   | 4   | 4   | 4   | 4   | 6   |   |
| Cyclisme             | BMX                  |                      | 2008                 |    |    |    |    |     |     |     |     |     |     |     |     |     |     |     |     |     |     |     |     |     |     |     |     |     |     | 2   | 2   | 2   | 4   | 4   |   |
| Cyclisme             | VTT                  |                      | 1996                 |    |    |    |    |     |     |     |     |     |     |     |     |     |     |     |     |     |     |     |     |     |     |     | 2   | 2   | 2   | 2   | 2   | 2   | 2   | 2   |   |
| Cyclisme             | sur piste            |                      | 1896                 | 5  | 2  | 7  | 5  | 6   |     | 4   | 4   | 4   | 4   | 4   | 4   | 4   | 4   | 4   | 5   | 5   | 5   | 4   | 4   | 5   | 6   | 7   | 8   | 12  | 12  | 10  | 10  | 10  | 12  | 12  |   |
| Cyclisme             | sur route            |                      | 1896                 | 1  |    |    | 1  |     | 2   | 2   | 2   | 2   | 2   | 2   | 2   | 2   | 2   | 2   | 2   | 2   | 2   | 2   | 2   | 3   | 3   | 3   | 4   | 4   | 4   | 4   | 4   | 4   | 4   | 4   |   |
| Équitation           | Équitation           |                      | 1900                 |    | 3  |    |    |     | 5   | 7   | 5   | 6   | 6   | 6   | 6   | 6   | 6   | 5   | 6   | 6   | 6   | 6   | 6   | 6   | 6   | 6   | 6   | 6   | 6   | 6   | 6   | 6   | 6   | 6   |   |
| Escalade             | Escalade             |                      | 2020                 |    |    |    |    |     |     |     |     |     |     |     |     |     |     |     |     |     |     |     |     |     |     |     |     |     |     |     |     |     | 2   | 4   |   |
| Escrime              | Escrime              |                      | 1896                 | 3  | 7  | 5  | 8  | 4   | 5   | 6   | 7   | 7   | 7   | 7   | 7   | 7   | 7   | 8   | 8   | 8   | 8   | 8   | 8   | 8   | 8   | 8   | 10  | 10  | 10  | 10  | 10  | 10  | 12  | 12  |   |
| Football             | Football             |                      | 1900                 |    | 1  | 1  | 1  | 1   | 1   | 1   | 1   | 1   |     | 1   | 1   | 1   | 1   | 1   | 1   | 1   | 1   | 1   | 1   | 1   | 1   | 1   | 2   | 2   | 2   | 2   | 2   | 2   | 2   | 2   | 2 |
| Golf                 | Golf                 |                      | 1900                 |    | 2  | 2  |    |     |     |     |     |     |     |     |     |     |     |     |     |     |     |     |     |     |     |     |     |     |     |     |     | 2   | 2   | 2   | 2 |
| Gymnastique          | Gym. artistique      |                      | 1896                 | 8  | 1  | 11 | 4  | 2   | 4   | 4   | 9   | 8   | 11  | 9   | 9   | 15  | 15  | 14  | 14  | 14  | 14  | 14  | 14  | 14  | 14  | 14  | 14  | 14  | 14  | 14  | 14  | 14  | 14  | 14  |   |
| Gymnastique          | Gym. rythmique       |                      | 1984                 |    |    |    |    |     |     |     |     |     |     |     |     |     |     |     |     |     |     |     |     | 1   | 1   | 1   | 2   | 2   | 2   | 2   | 2   | 2   | 2   | 2   |   |
| Gymnastique          | Trampoline           |                      | 2000                 |    |    |    |    |     |     |     |     |     |     |     |     |     |     |     |     |     |     |     |     |     |     |     |     | 2   | 2   | 2   | 2   | 2   | 2   | 2   |   |
| Haltérophilie        | Haltérophilie        |                      | 1896                 | 2  |    | 2  | 2  |     |     | 5   | 5   | 5   | 5   | 5   | 6   | 7   | 7   | 7   | 7   | 7   | 9   | 9   | 10  | 10  | 10  | 10  | 10  | 15  | 15  | 15  | 15  | 15  | 14  | 10  |   |
| Handball             | Handball             |                      | 1936                 |    |    |    |    |     |     |     |     |     |     | 1   |     |     |     |     |     |     | 1   | 2   | 2   | 2   | 2   | 2   | 2   | 2   | 2   | 2   | 2   | 2   | 2   | 2   | 2 |
| Hockey sur gazon     | Hockey sur gazon     |                      | 1908                 |    |    |    |    | 1   |     | 1   |     | 1   | 1   | 1   | 1   | 1   | 1   | 1   | 1   | 1   | 1   | 1   | 2   | 2   | 2   | 2   | 2   | 2   | 2   | 2   | 2   | 2   | 2   | 2   | 2 |
| Judo                 | Judo                 |                      | 1964                 |    |    |    |    |     |     |     |     |     |     |     |     |     |     |     | 4   |     | 6   | 6   | 8   | 8   | 7   | 14  | 14  | 14  | 14  | 14  | 14  | 14  | 15  | 15  |   |
| Lutte                | Lutte                |                      | 1896                 | 1  |    | 8  | 4  | 10  | 5   | 10  | 13  | 13  | 14  | 14  | 16  | 16  | 16  | 16  | 16  | 16  | 20  | 20  | 20  | 20  | 20  | 20  | 20  | 16  | 18  | 18  | 18  | 18  | 18  | 18  |   |
| Natation             | Natation             |                      | 1896                 | 4  | 7  | 9  | 4  | 6   | 9   | 10  | 11  | 11  | 11  | 11  | 11  | 11  | 13  | 15  | 18  | 29  | 29  | 26  | 26  | 29  | 31  | 31  | 32  | 32  | 32  | 32  | 32  | 32  | 35  | 35  |   |
| Natation             | Nat. synchronisée    |                      | 1984                 |    |    |    |    |     |     |     |     |     |     |     |     |     |     |     |     |     |     |     |     | 2   | 2   | 2   | 1   | 2   | 2   | 2   | 2   | 2   | 2   | 2   |   |
| Natation             | Nage en eau libre    |                      | 2008                 |    |    |    |    |     |     |     |     |     |     |     |     |     |     |     |     |     |     |     |     |     |     |     |     |     |     | 2   | 2   | 2   | 2   | 2   |   |
| Natation             | Plongeon             |                      | 1904                 |    |    | 2  | 1  | 2   | 4   | 5   | 5   | 4   | 4   | 4   | 4   | 4   | 4   | 4   | 4   | 4   | 4   | 4   | 4   | 4   | 4   | 4   | 4   | 8   | 8   | 8   | 8   | 8   | 8   | 8   |   |
| Natation             | Water-polo           |                      | 1900                 |    | 1  | 1  |    | 1   | 1   | 1   | 1   | 1   | 1   | 1   | 1   | 1   | 1   | 1   | 1   | 1   | 1   | 1   | 1   | 1   | 1   | 1   | 1   | 2   | 2   | 2   | 2   | 2   | 2   | 2   | 2 |
| Pentathlon moderne   | Pentathlon moderne   |                      | 1912                 |    |    |    |    |     | 1   | 1   | 1   | 1   | 1   | 1   | 1   | 2   | 2   | 2   | 2   | 2   | 2   | 2   | 2   | 2   | 2   | 2   | 1   | 2   | 2   | 2   | 2   | 2   | 2   | 2   |   |
| Rugby à sept         | Rugby à sept         |                      | 2016                 |    |    |    |    |     |     |     |     |     |     |     |     |     |     |     |     |     |     |     |     |     |     |     |     |     |     |     |     | 2   | 2   | 2   | 2 |
| Skateboard           | Skateboard           |                      | 2020                 |    |    |    |    |     |     |     |     |     |     |     |     |     |     |     |     |     |     |     |     |     |     |     |     |     |     |     |     |     | 4   | 4   |   |
| Surf                 | Surf                 |                      | 2020                 |    |    |    |    |     |     |     |     |     |     |     |     |     |     |     |     |     |     |     |     |     |     |     |     |     |     |     |     |     | 2   | 2   | 2 |
| Taekwondo            | Taekwondo            |                      | 2000                 |    |    |    |    |     |     |     |     |     |     |     |     |     |     |     |     |     |     |     |     |     | d   | d   |     | 8   | 8   | 8   | 8   | 8   | 8   | 8   |   |
| Tennis               | Tennis               |                      | 1896                 | 2  | 4  | 2  | 4  | 6   | 8   | 5   | 5   |     |     |     |     |     |     |     |     | d e |     |     |     | d   | 4   | 4   | 4   | 4   | 4   | 4   | 5   | 5   | 5   | 5   |   |
| Tennis de table      | Tennis de table      |                      | 1988                 |    |    |    |    |     |     |     |     |     |     |     |     |     |     |     |     |     |     |     |     |     | 4   | 4   | 4   | 4   | 4   | 4   | 4   | 4   | 5   | 5   |   |
| Tir à l'arc          | Tir à l'arc          |                      | 1900                 |    | 6  | 6  |    | 3   |     | 10  |     |     |     |     |     |     |     |     |     |     | 2   | 2   | 2   | 2   | 4   | 4   | 4   | 4   | 4   | 4   | 4   | 4   | 5   | 5   |   |
| Tir sportif          | Tir sportif          |                      | 1896                 | 5  | 9  |    | 16 | 15  | 18  | 21  | 10  |     | 2   | 3   | 4   | 7   | 7   | 6   | 6   | 7   | 8   | 7   | 7   | 11  | 13  | 13  | 15  | 17  | 17  | 15  | 15  | 15  | 15  | 15  |   |
| Triathlon            | Triathlon            |                      | 2000                 |    |    |    |    |     |     |     |     |     |     |     |     |     |     |     |     |     |     |     |     |     |     |     |     | 2   | 2   | 2   | 2   | 2   | 3   | 3   |   |
| Volley-ball          | VB en salle          |                      | 1964                 |    |    |    |    |     |     |     |     |     |     |     |     |     |     |     | 2   | 2   | 2   | 2   | 2   | 2   | 2   | 2   | 2   | 2   | 2   | 2   | 2   | 2   | 2   | 2   | 2 |
| Volley-ball          | Beach-volley         |                      | 1996                 |    |    |    |    |     |     |     |     |     |     |     |     |     |     |     |     |     |     |     |     |     |     | d   | 2   | 2   | 2   | 2   | 2   | 2   | 2   | 2   | 2 |
| Voile                | Voile                |                      | 1900                 |    | 10 |    |    | 4   | 4   | 14  | 3   | 3   | 4   | 4   | 5   | 5   | 5   | 5   | 5   | 5   | 6   | 6   | 6   | 7   | 8   | 10  | 10  | 11  | 11  | 11  | 10  | 10  | 10  | 10  |   |
| Compétitions (total) | Compétitions (total) | Compétitions (total) | Compétitions (total) | 43 | 89 | 96 | 78 | 110 | 102 | 156 | 126 | 109 | 117 | 129 | 136 | 149 | 151 | 150 | 163 | 172 | 195 | 198 | 203 | 221 | 237 | 257 | 271 | 300 | 301 | 302 | 302 | 306 | 339 | 329 |   |

Abréviations : d : sport de démonstration - e : sport d'exhibition

### Anciens sports
| Cricket             | Cricket             |  | 1900 | -    |  | 1 |   |   |   |   |   |                                                              |                                                              |                                                              |                                                              |                                                              |                                                              |                                                              |                                                              |                                                              |                                                              |                                                              |                                                              |                                                              |                                                              |                                                              |                                                              |                                                              |                                                              |                                                              |                                                              |                                                              |                                                              |                                                              |                                                              |                                                              |                                                              |
| Croquet             | Croquet             |  | 1900 | 1900 |  | 3 |   |   |   |   |   |                                                              |                                                              |                                                              |                                                              |                                                              |                                                              |                                                              |                                                              |                                                              |                                                              |                                                              |                                                              |                                                              |                                                              |                                                              |                                                              |                                                              |                                                              |                                                              |                                                              |                                                              |                                                              |                                                              |                                                              |                                                              |                                                              |
| Crosse              | Crosse              |  | 1904 | -    |  |   | 1 |   | 1 |   |   |                                                              | d                                                            | d                                                            |                                                              | d                                                            |                                                              |                                                              |                                                              |                                                              |                                                              |                                                              |                                                              |                                                              |                                                              |                                                              |                                                              |                                                              |                                                              |                                                              |                                                              |                                                              |                                                              |                                                              |                                                              |                                                              |                                                              |
| Handball à onze     | Handball à onze     |  | 1936 | 1936 |  |   |   |   |   |   |   |                                                              |                                                              |                                                              | 1                                                            |                                                              |                                                              |                                                              |                                                              |                                                              |                                                              |                                                              |                                                              |                                                              |                                                              |                                                              |                                                              |                                                              |                                                              |                                                              |                                                              |                                                              |                                                              |                                                              |                                                              |                                                              |                                                              |
| Hockey sur glace    | Hockey sur glace    |  | 1920 | 1920 |  |   |   |   |   |   | 1 | inscrit au programme des Jeux olympiques d'hiver depuis 1924 | inscrit au programme des Jeux olympiques d'hiver depuis 1924 | inscrit au programme des Jeux olympiques d'hiver depuis 1924 | inscrit au programme des Jeux olympiques d'hiver depuis 1924 | inscrit au programme des Jeux olympiques d'hiver depuis 1924 | inscrit au programme des Jeux olympiques d'hiver depuis 1924 | inscrit au programme des Jeux olympiques d'hiver depuis 1924 | inscrit au programme des Jeux olympiques d'hiver depuis 1924 | inscrit au programme des Jeux olympiques d'hiver depuis 1924 | inscrit au programme des Jeux olympiques d'hiver depuis 1924 | inscrit au programme des Jeux olympiques d'hiver depuis 1924 | inscrit au programme des Jeux olympiques d'hiver depuis 1924 | inscrit au programme des Jeux olympiques d'hiver depuis 1924 | inscrit au programme des Jeux olympiques d'hiver depuis 1924 | inscrit au programme des Jeux olympiques d'hiver depuis 1924 | inscrit au programme des Jeux olympiques d'hiver depuis 1924 | inscrit au programme des Jeux olympiques d'hiver depuis 1924 | inscrit au programme des Jeux olympiques d'hiver depuis 1924 | inscrit au programme des Jeux olympiques d'hiver depuis 1924 | inscrit au programme des Jeux olympiques d'hiver depuis 1924 | inscrit au programme des Jeux olympiques d'hiver depuis 1924 | inscrit au programme des Jeux olympiques d'hiver depuis 1924 | inscrit au programme des Jeux olympiques d'hiver depuis 1924 | inscrit au programme des Jeux olympiques d'hiver depuis 1924 | inscrit au programme des Jeux olympiques d'hiver depuis 1924 | inscrit au programme des Jeux olympiques d'hiver depuis 1924 |
| Jeu de paume        | Jeu de paume        |  | 1908 | 1908 |  | d |   |   | 1 |   |   |                                                              |                                                              |                                                              |                                                              |                                                              |                                                              |                                                              |                                                              |                                                              |                                                              |                                                              |                                                              |                                                              |                                                              |                                                              |                                                              |                                                              |                                                              |                                                              |                                                              |                                                              |                                                              |                                                              |                                                              |                                                              |                                                              |
| Jeu de raquettes    | Jeu de raquettes    |  | 1908 | 1908 |  |   |   |   | 2 |   |   |                                                              |                                                              |                                                              |                                                              |                                                              |                                                              |                                                              |                                                              |                                                              |                                                              |                                                              |                                                              |                                                              |                                                              |                                                              |                                                              |                                                              |                                                              |                                                              |                                                              |                                                              |                                                              |                                                              |                                                              |                                                              |                                                              |
| Karaté              | Karaté              |  | 2020 | 2020 |  |   |   |   |   |   |   |                                                              |                                                              |                                                              |                                                              |                                                              |                                                              |                                                              |                                                              |                                                              |                                                              |                                                              |                                                              |                                                              |                                                              |                                                              |                                                              |                                                              |                                                              |                                                              |                                                              |                                                              |                                                              | 8                                                            |                                                              |                                                              |                                                              |
| Motonautisme        | Motonautisme        |  | 1908 | 1908 |  | d |   |   | 3 |   |   |                                                              |                                                              |                                                              |                                                              |                                                              |                                                              |                                                              |                                                              |                                                              |                                                              |                                                              |                                                              |                                                              |                                                              |                                                              |                                                              |                                                              |                                                              |                                                              |                                                              |                                                              |                                                              |                                                              |                                                              |                                                              |                                                              |
| Patinage artistique | Patinage artistique |  | 1908 | 1920 |  |   |   |   | 4 |   | 3 | inscrit au programme des Jeux olympiques d'hiver depuis 1924 | inscrit au programme des Jeux olympiques d'hiver depuis 1924 | inscrit au programme des Jeux olympiques d'hiver depuis 1924 | inscrit au programme des Jeux olympiques d'hiver depuis 1924 | inscrit au programme des Jeux olympiques d'hiver depuis 1924 | inscrit au programme des Jeux olympiques d'hiver depuis 1924 | inscrit au programme des Jeux olympiques d'hiver depuis 1924 | inscrit au programme des Jeux olympiques d'hiver depuis 1924 | inscrit au programme des Jeux olympiques d'hiver depuis 1924 | inscrit au programme des Jeux olympiques d'hiver depuis 1924 | inscrit au programme des Jeux olympiques d'hiver depuis 1924 | inscrit au programme des Jeux olympiques d'hiver depuis 1924 | inscrit au programme des Jeux olympiques d'hiver depuis 1924 | inscrit au programme des Jeux olympiques d'hiver depuis 1924 | inscrit au programme des Jeux olympiques d'hiver depuis 1924 | inscrit au programme des Jeux olympiques d'hiver depuis 1924 | inscrit au programme des Jeux olympiques d'hiver depuis 1924 | inscrit au programme des Jeux olympiques d'hiver depuis 1924 | inscrit au programme des Jeux olympiques d'hiver depuis 1924 | inscrit au programme des Jeux olympiques d'hiver depuis 1924 | inscrit au programme des Jeux olympiques d'hiver depuis 1924 | inscrit au programme des Jeux olympiques d'hiver depuis 1924 | inscrit au programme des Jeux olympiques d'hiver depuis 1924 | inscrit au programme des Jeux olympiques d'hiver depuis 1924 | inscrit au programme des Jeux olympiques d'hiver depuis 1924 | inscrit au programme des Jeux olympiques d'hiver depuis 1924 |
| Pelote basque       | Pelote basque       |  | 1900 | 1900 |  | 1 |   |   |   |   |   | d                                                            |                                                              |                                                              |                                                              |                                                              |                                                              |                                                              |                                                              |                                                              | d                                                            |                                                              |                                                              |                                                              |                                                              |                                                              | d                                                            |                                                              |                                                              |                                                              |                                                              |                                                              |                                                              |                                                              |                                                              |                                                              |                                                              |
| Polo                | Polo                |  | 1900 | 1936 |  | 1 |   |   | 1 |   | 1 | 1                                                            |                                                              |                                                              | 1                                                            |                                                              |                                                              |                                                              |                                                              |                                                              |                                                              |                                                              |                                                              |                                                              |                                                              |                                                              |                                                              |                                                              |                                                              |                                                              |                                                              |                                                              |                                                              |                                                              |                                                              |                                                              |                                                              |
| Roque               | Roque               |  | 1904 | 1904 |  |   | 1 |   |   |   |   |                                                              |                                                              |                                                              |                                                              |                                                              |                                                              |                                                              |                                                              |                                                              |                                                              |                                                              |                                                              |                                                              |                                                              |                                                              |                                                              |                                                              |                                                              |                                                              |                                                              |                                                              |                                                              |                                                              |                                                              |                                                              |                                                              |
| Rugby à XV          | Rugby à XV          |  | 1900 | 1924 |  | 1 |   |   | 1 |   | 1 | 1                                                            |                                                              |                                                              |                                                              |                                                              |                                                              |                                                              |                                                              |                                                              |                                                              |                                                              |                                                              |                                                              |                                                              |                                                              |                                                              |                                                              |                                                              |                                                              |                                                              |                                                              |                                                              |                                                              |                                                              |                                                              |                                                              |
| Tir à la corde      | Tir à la corde      |  | 1900 | 1920 |  | 1 | 1 | 1 | 1 | 1 | 1 |                                                              |                                                              |                                                              |                                                              |                                                              |                                                              |                                                              |                                                              |                                                              |                                                              |                                                              |                                                              |                                                              |                                                              |                                                              |                                                              |                                                              |                                                              |                                                              |                                                              |                                                              |                                                              |                                                              |                                                              |                                                              |                                                              |

### Sports de démonstration
Ces disciplines ont été sports de démonstration à l'occasion des Jeux olympiques d'été mais n'ont jamais été inclus définitivement dans le programme officiel du Comité international olympique. 
- Automobilisme (1900 et 1936)
- Balle pelote (1928)
- Boules (1900)
- Bowling (1988)
- Budō (1964)
- Canne de combat (1924)
- Courses de ballons (1900)
- Football américain (1904 et 1932)
- Football australien (1956)
- Glíma (1912)
- Gymnastique suédoise (Ling) (1948)
- Haltères (1904)
- Korfbal (1920 et 1928)
- Pesäpallo (1952)
- Rink hockey (1992)
- Sambo (1980)
- Savate (1924)
- Ski nautique (1972)
- Sauvetage sportif (1900)
- Vol à voile (1936)
- Wushu (2008)
- Muay-thaï (2024)

### Sports candidats
Pour les Jeux de 2020 les sports candidats sont :
- Softball, retiré en 2012, deuxième candidature après 2016 ;
- Bowling,
- Baseball, retiré en 2012, deuxième candidature après 2016 ;
- Karaté, troisième candidature après 2012 et 2016 ;
- Squash, troisième candidature après 2012 et 2016 ;
- Roller, troisième candidature après 2012 et 2016 ;
- Wushu, première candidature, sport de démonstration en 2008 ;
- Wakeboard, première candidature ;
- Escalade sportive, première candidature.

L'un de ces sports pourrait être admis au programme sportif des jeux de 2020, lequel sera entériné lors de la 125e session du CIO à Buenos Aires en septembre 2013. Néanmoins, le programme olympique est limité à 28 sports et il existe déjà 28 sports olympiques. Ainsi, un sport pourrait sortir du programme olympique. Les sports susceptibles de quitter les jeux sont le taekwondo et la voile,.
Finalement, la commission exécutive du CIO dévoile le 12 février 2013 le noyau de sports principaux pour les Jeux de 2020. Ce noyau est composé des 25 sports suivants : athlétisme, aviron, badminton, basketball, boxe, canoë, cyclisme, sports équestres, escrime, football, gymnastique, haltérophilie, handball, hockey, judo, natation, pentathlon moderne, taekwondo, tennis, tennis de table, tir, tir à l'arc, triathlon, voile et volleyball. De plus le golf et le rugby ont été admis en 2009. Il reste donc une place pour huit candidats : baseball/softball, karaté, roller, escalade sportive, squash, wakeboard, wushu et lutte.

## Jeux olympiques d'hiver

### Sports et disciplines actuels
Les disciplines suivantes figurent au programme actuel des Jeux olympiques d'hiver. Sur fond bleu, sont mentionnés les épreuves disputées à l'occasion des Jeux olympiques d'été.
| Biathlon         | Biathlon            |              |   |   | 1  | .  |     | .  | .  |    |    | 1  | 1  | 2  | 2  | 2  | 3  | 3  | 3  | 6   | 6  | 6  | 8  | 10 | 10 | 11 | 11  | 11  | 11  |
| Bobsleigh        | Bobsleigh           |              |   |   | 1  | 1  | 2   | 2  | 2  | 2  | 2  |    | 2  | 2  | 2  | 2  | 2  | 2  | 2  | 2   | 2  | 2  | 3  | 3  | 3  | 3  | 3   | 4   | 4   |
| Curling          | Curling             |              |   |   | 1  |    | d   |    |    |    |    |    |    |    |    |    |    |    | d  | d   |    | 2  | 2  | 2  | 2  | 2  | 3   | 3   | 3   |
| Hockey sur glace | Hockey sur glace    |              |   | 1 | 1  | 1  | 1   | 1  | 1  | 1  | 1  | 1  | 1  | 1  | 1  | 1  | 1  | 1  | 1  | 1   | 1  | 2  | 2  | 2  | 2  | 2  | 2   | 2   | 2   |
| Luge             | Luge                |              |   |   |    |    |     |    |    |    |    |    | 3  | 3  | 3  | 3  | 3  | 3  | 3  | 3   | 3  | 3  | 3  | 3  | 3  | 4  | 4   | 4   | 5   |
| Patinage         | Patinage artistique |              | 4 | 3 | 3  | 3  | 3   | 3  | 3  | 3  | 3  | 3  | 3  | 3  | 3  | 4  | 4  | 4  | 4  | 4   | 4  | 4  | 4  | 4  | 4  | 5  | 5   | 5   | 5   |
| Patinage         | Patinage de vitesse |              |   |   | 5  | 4  | 4 . | 4  | 4  | 4  | 4  | 8  | 8  | 8  | 8  | 9  | 9  | 9  | 10 | 10  | 10 | 10 | 10 | 12 | 12 | 12 | 14  | 14  | 14  |
| Patinage         | PV sur piste courte |              |   |   |    |    |     |    |    |    |    |    |    |    |    |    |    |    | d  | 4   | 6  | 6  | 8  | 8  | 8  | 8  | 8   | 9   | 9   |
| Skeleton         | Skeleton            |              |   |   |    | 1  |     |    | 1  |    |    |    |    |    |    |    |    |    |    |     |    |    | 2  | 2  | 2  | 2  | 2   | 2   | 3   |
| Ski              | Ski alpin           |              |   |   |    |    |     | 2  | 6  | 6  | 6  | 6  | 6  | 6  | 6  | 6  | 6  | 6  | 10 | 10  | 10 | 10 | 10 | 10 | 10 | 10 | 11  | 11  | 10  |
| Ski              | Ski-alpinisme       |              |   |   |    |    |     |    |    |    |    |    |    |    |    |    |    |    |    |     |    |    |    |    |    |    |     |     | 3   |
| Ski              | Ski de fond         |              |   |   | 2  | 2  | 2   | 3  | 3  | 4  | 6  | 6  | 7  | 7  | 7  | 7  | 7  | 8  | 8  | 10  | 10 | 10 | 12 | 12 | 12 | 12 | 12  | 12  | 12  |
| Ski              | Ski acrobatique     |              |   |   |    |    |     |    |    |    |    |    |    |    |    |    |    |    | d  | 2 d | 4  | 4  | 4  | 4  | 6  | 10 | 10  | 13  | 15  |
| Ski              | Combiné nordique    |              |   |   | 1  | 1  | 1   | 1  | 1  | 1  | 1  | 1  | 1  | 1  | 1  | 1  | 1  | 1  | 2  | 2   | 2  | 2  | 3  | 3  | 3  | 3  | 3   | 3   | 3   |
| Ski              | Saut à ski          |              |   |   | 1  | 1  | 1   | 1  | 1  | 1  | 1  | 1  | 2  | 2  | 2  | 2  | 2  | 2  | 3  | 3   | 3  | 3  | 3  | 3  | 3  | 4  | 4   | 5   | 6   |
| Ski              | Snowboard           |              |   |   |    |    |     |    |    |    |    |    |    |    |    |    |    |    |    |     |    | 4  | 4  | 6  | 6  | 10 | 10  | 11  | 11  |
| Compétitions     | Compétitions        | Compétitions |   |   | 16 | 14 | 14  | 17 | 22 | 22 | 24 | 27 | 34 | 35 | 35 | 37 | 38 | 39 | 46 | 57  | 61 | 68 | 78 | 84 | 86 | 98 | 102 | 109 | 116 |

### Sports de démonstration
- Bandy (1952)
- Bridge (2002)
- Eisstock (1936, 1964)
- Patrouille ou ski militaire (ancêtre du biathlon) (1928, 1936 et 1948)
- Ski ballet (acroski) (1988 et 1992)
- Ski joëring (1928)
- Course de chiens de traîneaux (1932)
- Ski de vitesse (1992)
- Pentathlon d'hiver (1948)

## Sports reconnus
Ces sports sont reconnus par le CIO mais n'ont jamais été au programme des Jeux, ou uniquement de manière provisoire :
- Activités subaquatiques
- Alpinisme
- Bandy
- Baseball
- Billard
- Boules
- Bridge
- Cheerleading
- Course d'orientation
- Cricket
- Crosse
- Danse sportive
- Échecs
- Eisstock
- Escalade sportive
- Floorball
- Football américain
- Karaté
- Kick-boxing
- Korfbal
- Motocyclisme
- Motonautisme
- Muay-thaï
- Netball
- Pelote basque
- Polo
- Quilleurs (Bowling)
- Racquetball
- Roller
- Sambo
- Sauvetage sportif
- Softball
- Sports aériens
- Sport automobile
- Ski de randonnée
- Ski nautique
- Squash
- Sumo
- Tir à la corde
- Ultimate et autres sports de disque volant, discgolf et freestyle
- Wakeboard
- Wushu

## Jeux mondiaux
Les Jeux mondiaux (World Games en anglais) regroupent des sports qui ne sont pas (ou plus) inscrits aux Jeux olympiques. Les Jeux mondiaux sont organisés par l'Association internationale des Jeux mondiaux (International World Games Association - IWGA), sous la tutelle du CIO. Ils sont organisés chaque année suivant les Jeux olympiques d'été, depuis 1981. La participation d'un sport aux Jeux mondiaux précédents fait partie des critères d'évaluation utilisés pour sélectionner les nouveaux sports olympiques.

## Sports paralympiques

### Jeux paralympiques d'été
- Aviron
- Athlétisme
- Boccia (sport ressemblant aux boules, pratiqué avec des balles en cuir par des handicapés moteurs)
- Basket-ball en fauteuil roulant
- Cyclisme
- Équitation
- Escrime en fauteuil roulant
- Cécifoot (ou football à cinq DV) (pratiqué par des athlètes malvoyants ou non-voyants)
- Football à 7 (pratiqué par des athlètes handicapés moteur)
- Goalball (sport de ballon pratiqué par des athlètes malvoyants ou non-voyants avec un ballon sonore)
- Haltérophilie
- Judo (pratiqué par des athlètes malvoyants ou non-voyants)
- Natation
- Paratriathlon
- Rugby-fauteuil
- Tennis en fauteuil roulant
- Tennis de table
- Tir à l'arc
- Tir sportif
- Voile handisport
- Volley-ball assis (pratiqué par des athlètes handicapés moteur)

### Jeux paralympiques d'hiver
- Ski alpin
- Ski nordique (ski de fond et biathlon)
- Para-hockey sur glace
- Curling
- Luge